# St. Christian (Bilstein)

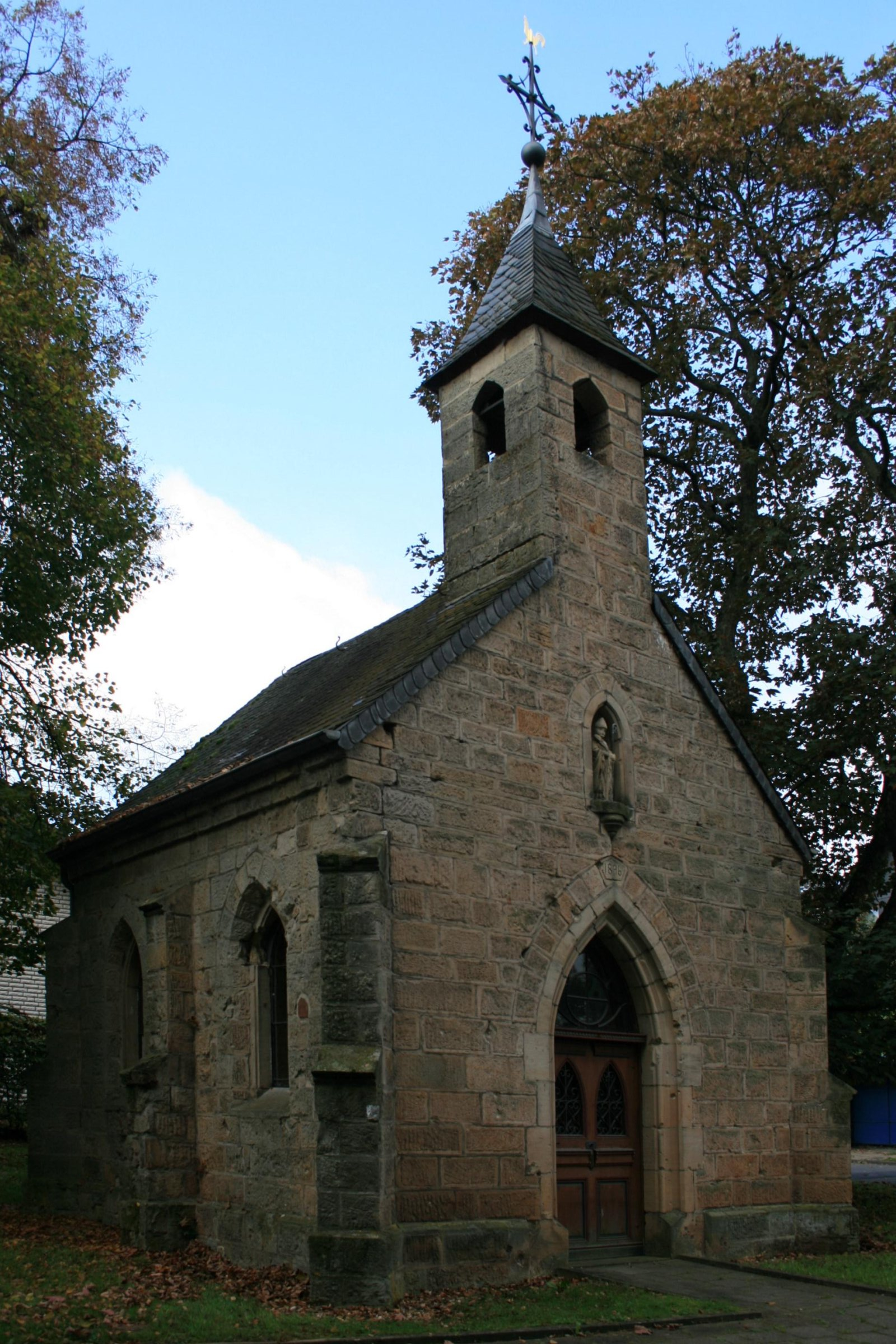
Kapelle St. Christian in Bilstein

St. Christian ist die römisch-katholische Kapelle des Ortsteils Bilstein der Gemeinde Kreuzau im Kreis Düren (Nordrhein-Westfalen). Die Kapelle gehört zur Pfarrei St. Brigida, Untermaubach.
Das Bauwerk ist unter Nr. 84 in die Liste der Baudenkmäler in Kreuzau eingetragen.

## Allgemeines
Das Bilsteiner Gotteshaus wurde um das Jahr 1896 als kleine neogotische Saalkirche mit dreiseitig geschlossenem Chor und steinernem Dachreiter errichtet. Im Innern ist die originale Ausstattung aus der Erbauungszeit erhalten.